# Anker-Hefte. Seefahrt in aller Welt
Anker-Hefte. Seefahrt in aller Welt war eine westdeutsche Heftromanserie, die von 1954 bis 1959 in 95 Ausgaben im Münchner Arthur Moewig-Verlag erschien. Herausgeber ab Heft Nr. 13 war der ehemalige Offizier der Reichsmarine Korvettenkapitän a. D. Fritz-Otto Busch. Parallel zur Serie erschien bereits ab 1953 im selben Verlag die Schriftenreihe SOS – Schicksale deutscher Schiffe. Im Gegensatz zu SOS wurden in den Anker-Heften meist dramatische Ereignisse der angloamerikanischen Seefahrtsgeschichte thematisiert.

## Produktionshintergrund, Ausstattung
Wie Der Landser und andere Militärheftromanserien der 1950er Jahre standen die Anker-Hefte im Kontext der westdeutschen Wiederbewaffnung und dem NATO-Beitritt der Bundesrepublik 1955. Daher wurde in den Heften ein positives Bild der ehemaligen Kriegsgegner USA, Großbritannien und den Niederlanden gezeichnet. Warum beide Serien 1959 bzw. 1960 eingestellt wurden, ist unbekannt. Im Gegensatz zur SOS-Serie, die von 1975 bis 1981 neu illustriert erneut publiziert wurde, erfolgte von den Anker-Heften, soweit bekannt, keine Neuauflage.
Wie die SOS-Serie waren auch die Anker-Hefte mit Fotos, technischen Daten zu den thematisierten Schiffen sowie Literaturhinweisen ausgestattet. Die Titelbilder und Innenillustrationen stammten bis auf zwei Ausnahmen (Heft Nr. 48 und 58 von Karl Stephan, Lochham/Gräfelfing)    von dem Marinemaler Walter Zeeden. Die Rückseite der Hefte bildete die Rubrik „Reedereien der Welt“, in der internationale Reedereien samt den von ihnen betriebenen Schiffen vorgestellt und von jeweils einer Reederei die Reedereiflagge und Schornsteinbemalung farbig wiedergegeben wurden.

## Autoren und Themenkreise
Die wichtigsten Autoren der Serie waren Otto Mielke und der Herausgeber Fritz-Otto Busch. Aber auch Autoren wie Wilhelm Wolfslast, Dortmund, Rolf O. Becker, Garbsen oder Joh. Schulz (Pseudonym für Franz Kurowski, Dortmund) schrieben für die ANKER Hefte.
Thematisiert wurden in der Regel schwere Seeunfälle, Schiffskatastrophen und der Seekrieg im Ersten und Zweiten Weltkrieg: Der Untergang der Titanic, die Versenkung des japanischen Schlachtschiffs Yamato, der Untergang des brasilianischen Schlachtschiffs São Paulo, das Geisterschiff Mary Celeste oder die Aktivitäten des hanseatischen Admirals Paul Beneke, der Wikinger oder chinesischer Piraten. Im Gegensatz zur SOS-Serie entfiel die Thematisierung von Kolonialkriegen.

## Ausgaben
1. Otto Mielke: Das Totenschiff in der Südsee. Dampfer „Ourang Medan“
2. Fritz-Otto Busch: Alarm vor Malaya. Schlachtschiff „Prince of Wales“
3. Otto Mielke: Kurs in den Tod. Schnelldampfer „Titanic“
4. Fritz-Otto Busch: Ein Schlachtschiff verschwindet. Schlachtschiff „São Paulo“
5. Otto Mielke: Opferfahrt eines Riesen. Schlachtschiff „Yamato“
6. Fritz-Otto Busch: Die tapfere Funkerin. Dampfer „Björkö“
7. Wilhelm Wolfslast: Ein harter Seevogel. Paul Beneke, Seeheld der Hansezeit
8. Otto Mielke: Eine Nacht des Grauens. Tankdampfer „Angy“
9. Fritz-Otto Busch: Wie es begann – Der Angriff auf Pearl Harbor
10. Wilhelm Wolfslast: Fünf Wochen Todesnot. Dampfer „City of Cairo“
11. Wilhelm Wolfslast: Der Flibustier-Admiral. Sir Henry Morgan
12. Fritz-Otto Busch: U-Boot gegen Flugzeugträger. US-Unterseeboot „Albacore“
13. Herbert A. Löhlein: Das Schlangenschiff. Frachter „Anaconda“
14. Otto Mielke: Fahrt durch die Hölle. Tankmotorschiff „Simon Bolivar“
15. Otto Mielke: Ein ungelöstes Rätsel. Brigantine „Mary Celeste“
16. Wilhelm Wolfslast/Kurt Grager: Durchbruch nach Malta. Dampfer „Port Chalmers“
17. Christian Wurzrainer: Der Atlantik blieb Sieger. Frachter „Greenville“
18. Wilhelm Wolfslast: Die Tragödie des ersten Riesenschiffes. Dampfer „Great Eastern“
19. Fritz-Otto Busch: Chun Lo You, die Piratin. Chinadampfer „Haiching“
20. Otto Mielke: Das Grab der tausend Schiffe. Tanker „Leros“ und „Gerd Maersk“
21. Wilhelm Wolfslast: Der Schiffbruch der „Trevesa“. Frachtdampfer „Trevesa“
22. Otto Mielke/Wilhelm Wolfslast: 22 Mann gegen „Tirpitz“. Englische Torpedoreiter und Kleinst-U-Boote
23. Fritz-Otto Busch: 13 Tage auf verlorenem Posten. US-Frachter „Flying Enterprise“
24. Wilhelm Wolfslast: Ein Seemann der Freiheit. John Paul Jones
25. Wilhelm Wolfslast: SOS – zu spät! Amerikanischer Dampfer „Vestris“
26. Fritz-Otto Busch: Das Schiff mit dem Talisman. Schlachtkreuzer „New Zealand“
27. Alexander Thayer/Albert Röhr: Feuer im Schiff. Passagierdampfer „Morro Castle“
28. Wilhelm Wolfslast: Schiff im Brennpunkt. Flugzeugträger „Ark Royal“
29. Fritz-Otto Busch: Die Dschunken der Lai Cho San. Dampfer „Gustav Diederichsen“
30. Otto Mielke: Im Netz gefangen. Unterseeboot „U 14“ ex „Curie“
31. Wilhelm Wolfslast: Kampf ohne Hoffnung. Leichter Kreuzer „De Ruyter“
32. Fritz-Otto Busch: In voller Fahrt gerammt. Fährschiff „Duke of York“
33. Wilhelm Wolfslast: Meuterei im Atlantik. Kanadische Bark „Veronica“
34. Fritz-Otto Busch: Ein tapferes Schiff. Britischer Hilfskreuzer „Rawalpindi“
35. Wilhelm Wolfslast: Kampf im Mittelmeer, Australischer Zerstörer „Stuart“
36. Fritz-Otto Busch: Minen, Männer und Makrelen. Hilfskreuzer „Meteor“
37. Otto Mielke: Das Blaue Band der Ozeane. Amerikanischer Schnelldampfer „United States“
38. Alexander Thayer: Drama auf dem Meeresgrund. Englisches Unterseeboot „Thetis“
39. Fritz-Otto Busch: Eine Königin der Meere. Britischer Clipper „Cutty Sark“
40. Otto Mielke: Schiff ohne Heimat. Holländischer Flakkreuzer „Jacob van Heemskerck“
41. Fritz-Otto Busch: Ein nordischer Drache. Die Wikinger
42. Otto Mielke: Flucht nach Ostasien. Italienischer Kolonialkreuzer „Eritrea“
43. Rolf O. Becker: Einer muss es ja machen! US-Zollkutter „Joe Lane“
44. Harald Busch: An einem Freitag … Unterseeboot „U 57“
45. Wilhelm Wolfslast: Die Nachtschlacht bei Savo-Island. Australischer Schwerer Kreuzer „Canberra“
46. Wilhelm Wolfslast: U-Boot gegen U-Boot. Amerikanisches Unterseeboot „Batfish“
47. Otto Mielke: Onassis – Herr der sieben Meere. Turbinentanker „Tina Onassis“
48. Wilhelm Wolfslast: Ein Mann, ein Junge und elf Meuterer. Kanadisches Vollschiff „Lennie“
49. Otto Mielke: Die andere Seite. Britisches Schlachtschiff „Hercules“
50. Alexander Thayer: Fahrplan nach dem Totenreich. Amerikanisches Unterseeboot „Squalus“
51. Otto Mielke: Anfang und Ende der ersten k.u.k. Kriegsmarine. Österreichische Briggs „Oreste“, „Pilade“, „Eolo“
52. Otto Mielke: Zwischen Suez und Beirut. Französisches Passagierschiff „Champollion“
53. Wilhelm Wolfslast: Vom La Plata zur Java-See. Britischer Schwerer Kreuzer „Exeter“
54. Alexander Thayer: Verkauft, verraten und verschollen. Spanisches Passagierschiff „Uruguay“
55. Otto Mielke: Kampf um Niederländisch-Indien. Niederländischer Kreuzer „Tromp“
56. Otto Mielke: Ein Türke nahm Reissaus. Türkischer Tankdampfer „Raman“
57. Alexander Thayer: Die letzte Nacht. Italienischer Passagierdampfer „Andrea Doria“
58. Fritz Moeglich: Unternehmen „Nussschale“. Britisches Kanu „Catfish“
59. Otto Mielke: Geheimauftrag „Fleshpastry“. Britisches Unterseeboot „Seraph“
60. Rolf O. Becker: Im Kampf um die Freiheit. US-Fregatte „Constitution“
61. Wilhelm Wolfslast: Das Boot, das sich selbst torpedierte. Amerikanisches U-Boot „Tang“
62. Otto Mielke: In Port Arthur eingekesselt. Japanischer Zerstörer „Shirakumo“
63. Otto Mielke: Die Seeschlacht vor Midway. US-Flugzeugträger „Yorktown“
64. Otto Mielke: Kampf mit melanesischen Kannibalen. Österreichisches Kanonenboot „Albatros“
65. Kurt Hartig: Das 1 Million Dollar-Spiel. Italienischer Frachter „Etrusco“
66. Otto Mielke: Schleichfahrten durchs Mittelmeer. US-Flugzeugträger „Wasp“
67. Otto Mielke: Tegetthoff kämpfte bei Helgoland und Lissa. K.u.k. Panzerfregatte „Erzherzog Ferdinand Max“
68. Otto Mielke: Den Gegner überlistet. Britische U-Boot-Falle „Farnborough“
69. Otto Mielke: 812 Tage im arktischen Eis. Sowjetrussischer Eisbrecher „Georgij Sedow“
70. Wilhelm Wolfslast: Das Gefecht bei der Bären-Insel. Britischer Zerstörer „Onslow“
71. Otto Mielke: Überfall auf Zeebrügge. Englischer Geschützter Kreuzer „Vindictive“
72. Otto Mielke: Handstreich gegen Porto Corsini. K.u.k. Torpedoboots-Zerstörer „Scharfschütze“
73. Otto Mielke: Oran und Toulon – Frankreichs Flottengräber. Französisches Schlachtschiff „Dunkerque“
74. Wilhelm Wolfslast: Klar zum Rammen! Britischer Zerstörer „Glowworm“
75. Ulrich Schreier: Ein Kaplan besiegte die Hölle. US-Flugzeugträger „Franklin“
76. Rolf O. Becker: Tauchfahrt zur Spitze der Welt. US-Atom-Unterseeboot „Nautilus“
77. Wilhelm Wolfslast: Die Schlacht bei Trafalgar. Britisches Linienschiff „Victory“
78. Ferdinand Ludwig: Lepanto – Schlacht der 500 Galeeren. Galeere „Maria von Castilien“
79. Wilhelm Wolfslast: Vor Kapstadt torpediert. Britischer Truppentransporter „Orcades“
80. Paul Friedrich: Die Schlacht im Hiltunghafen. Hanseschiff „Drögbrod“
81. Wilhelm Wolfslast: Das U-Boots-Sterben am Geleitzug HG 76. Britisches Geleitfahrzeug „Stork“
82. Rolf O. Becker: Normannenfahrt 1958. Norwegisches Drachenboot „The Vikings“
83. Ferdinand Ludwig: Lord Exmouth kämpft vor Algier. Britisches Linienschiff „Queen Charlotte“
84. Wilhelm Wolfslast: Captain Walkers grösster Erfolg. Britische Sloop „Starling“
85. Rolf O. Becker: Nordwestpassage. Kanadischer Eisbrecher „Labrador II“
86. Armin Relling: Hilflos im Taifun. US-Zerstörer „Monaghan“ und „Spence“
87. Ferdinand Ludwig: Land in Sicht! Columbus entdeckt Amerika. Spanische Karavelle „Santa Maria“
88. Gerd Kolberg: Frechheit siegt. Britisches Phosphatschiff „Komata“
89. Ferdinand Ludwig: Kutter im Schnellfeuer. Fischkutter „Heil. 7“ und „Tra. 22“
90. Wilhelm Wolfslast: Kämpfer in zwei Weltkriegen. Britisches Schlachtschiff „Warspite“
91. Jochen Jörns: Fahrt in die Hölle. Britische Viermastbark „Dundonald“
92. Wilhelm Wolfslast: Die letzten Schlachtkreuzer der Royal Navy. H.M.S. „Hood“, „Renown“, „Repulse“
93. Joh. Schulz: Der Condottiere des Meeres. Andrea Doria
94. Rolf O. Becker: Das Schiff, das sein Gesicht verlor. Japanisches Forschungsschiff „Soya“
95. Wilhelm Wolfslast: Der Handstreich auf Saint-Nazaire. Britischer Zerstörer „Campbeltown“